# Jiří Váňa (cestovatel)
Jiří Váňa (1979–2016) byl český cestovatel a fotograf, který roku 2016 zmizel v Bulharsku při jedné ze svých výprav.

## Život
Váňa každým rokem absolvoval pravidelně tři rozsáhlejší cestovatelské výpravy do pohoří světa. Zavítal například do Jižní Ameriky na Ohňovou zemi či do Himálají, které si oblíbil a často se tam vracel, ale procestovaný měl i Blízký a Dálný východ. Během výprav fotografoval a na snímcích zachycoval nejen hory, ale i tamní krajinu, místní faunu i flóru nebo obyvatele, kteří tam žijí. Z pořízených snímků pak každým rokem vytvářel kalendář, jenž se pak následně objevil v prodeji.

### Výprava do Bulharska
Na přelomu května a června roku 2016 plánoval vyrazit na Balkán, kde chtěl zdolat bulharská pohoří Rila a Pirin. Bezprostředně po návratu z cesty měl vyrazit na další výpravu, a sice na jihoamerický kontinent, kde chtěl projít pohoří Cordillera Blanca a současně poznat i okolí peruánské hory Huascarán. Z balkánské cesty však měl obavu, neboť dle jeho názoru není tamní terén pro velké množství sněhu vhodný pro vysokohorskou turistiku. Na výpravu se vydal 26. května společně se svým kamarádem Tomášem Procházkou, s nímž a Procházkovou partnerkou Petrou Urbanovou absolvovali společně několik cest po světě. Po příletu do Bulharska se však Procházkovi udělalo nevolno, osypal se, ztrácel zrak a prodělal neštovice. Z jeho plánu na výpravu do hor tak sešlo a 28. května se vrátil zpět do České republiky. Váňa tak v Bulharsku zůstal sám a rozhodl se i tak absolvovat naplánovaný pochod. Svou trasu neměl předem danou. Navíc nedisponoval mobilním telefonem. Vedle potřebného vybavení do hor měl s sebou pouze zpáteční letenku, a to na 18. června, dále platební kartu a brašnu s fotoaparátem.

### Zmizení vBulharsku a následné pátrání
Dne 28. května při túře navštívil své známé ve městě Smoljan ležící v pohoří Rodopi v blízkosti státní hranice s Řeckem. Následně svým kamarádům přislíbil, že se ozve ve chvíli, kdy se dostane k internetu. Jenže se již neozval a nepřiletěl ani plánovaným letem 18. června. O jeho dalším pobytu tak nejsou žádné zprávy. Váňovi příbuzní a kamarádi se proto obrátili na ministerstvo zahraničí České republiky, na velvyslanectví, a to jak bulharské v České republice, tak české v Bulharsku, a na tamní policii. Po zmizelém tak bylo 22. června 2016 vyhlášeno pátrání. Z něj vyplynulo, že cestovatel strávil noc ze 3. na 4. června v horské chatě v pohoří Pirin. Dle další zprávy se měl údajně o asi patnáct dní později pohybovat ve skupině dalších dvou Čechů u chaty Tevno Ezero. Pátrat po zmizelém se během roku 2016 vydaly tři skupiny. První, jejímž členem byl i cestovatelův bratr Pavel, vyrazila na počátku července. Další pobývala v Bulharsku v polovině srpna a prošla i osmikilometrový náročný přechod horského hřebene, o němž se předpokládá, že jej absolvoval i Váňa. Výprava vytipovala dvě kritická místa, kde je cesta jištěná řetězy, pod nimiž jsou strmé stometrové srázy. Dle Petry Urbanové, Váňovy známé, zde možná cestovatel nesoucí na zádech batoh uklouzl a zřítil se. Členové výpravy cestou vyvěšovali informační letáky a navazovali kontakt s tamními úřady. V polovině července 2016 Urbanová odhadovala čtyři možné verze Váňova zmizení, a sice uklouznutí a následné zřícení se, dále možné přepadení, okradení o drahé fotografické vybavení, kvůli čemuž mohla vzniknout i nějaká potyčka s tragickým koncem. Rovněž se mohl cestovatel udeřit do hlavy a následně ztratit přehled o místě, kde se právě nachází, a podle poslední verze si chtěl cestovatel psychicky odpočinout, jenže to by se pak podle Urbanové ozval svým známým, neboť by mohl očekávat, že o něj budou mít starost. Ovšem žádné další zprávy o Váňovi již příbuzní či známi ani po roce od vyhlášení pátrání neměli.